# سان ميدار أون جال
 سان ميدار أن جال، (بالفرنسية: Saint-Médard-en-Jalles)‏، هي بلدية في إقليم جيروند، في المنطقة الإدارية آكيتين الجديدة، في جنوب غرب فرنسا.

## توأمة
لسان ميدار أون جال اتفاقيات توأمة مع كل من:
- المنسى
- مرتسيغ
- ساباوديا